# Santiz (kommunhuvudort)
Santiz är en kommunhuvudort i Spanien.   Den ligger i provinsen Provincia de Salamanca och regionen Kastilien och Leon, i den centrala delen av landet, 200 km väster om huvudstaden Madrid. Santiz ligger 893 meter över havet och antalet invånare är 291.
Terrängen runt Santiz är huvudsakligen platt. Santiz ligger uppe på en höjd. Runt Santiz är det mycket glesbefolkat, med 5 invånare per kvadratkilometer. Närmaste större samhälle är Ledesma, 15,7 km sydväst om Santiz. Trakten runt Santiz består till största delen av jordbruksmark.